# Њагра (Арад)
Њагра (рум. Neagra) насеље је у Румунији у округу Арад у општини Дезна. Oпштина се налази на надморској висини од 278 m.

## Становништво
Према подацима из 2002. године у насељу је живело 154 становника, од којих су сви румунске националности.